# Snurfer

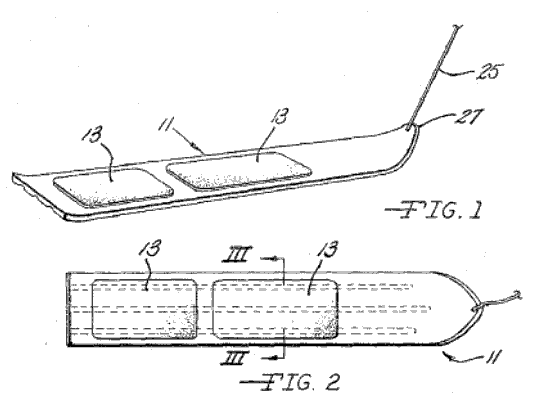
Snurfer: Zeichnung aus dem Patent US 3378274

Der Snurfer war das erste vermarktete Snowboard. Es wurde 1965 von dem US-Amerikaner Sherman Poppen kreiert.
Snurfer ist ein Kofferwort aus englisch snow (Schnee) und surfer, das auf die konstruktive und sportive Beeinflussung des Snowboards durch das Wellenreiten („Surfen“) hinweist.

## Vorläufer
Die ersten Vorläufer des heutigen Snowboards wurden schon 1900 und 1929 entwickelt: der Monogleiter durch den Österreicher Toni Lenhardt und die Leimbinder-Technik durch den US-Amerikaner Jack Burchett. Das „Snowboard-Gefühl“ und die Fahrtechnik gehen allerdings auf zwei Wellenreiter aus den USA zurück, nämlich Sherman Poppen und Tom Sims. Sie experimentierten 1963 mit alten Türen und montierten Fußlaschen auf große Holzbretter, um so das Gefühl fürs Surfen auf Schnee zu entwickeln.

## Erfindung und Entwicklung
Poppen war draußen mit seinen Töchtern beim Schlittenfahren, als seine 11-jährige Tochter auf dem Schlitten stehend den Hang hinunterfuhr. Poppen rannte in seinen Laden, holte zwei Skier und band diese an den Spitzen zusammen. Seine Frau nannte das Gerät Snurfer, eine sprachliche Mischung zwischen snow und surfer.
Bald nach dem ersten Prototyp wollte jeder in seiner Straße einen haben. Poppen lizenzierte sein Konzept bei Brunswick Corporation, um den Snurfer herzustellen. In den Jahren 1966–1976 verkaufte Poppen ca. eine Million Snurfer.
Bis in die 1980er Jahre waren die unkonventionellen „Snurfer“ in den meisten Skigebieten keineswegs willkommen. Einerseits waren die jungen Leute nur selten zahlungskräftig, andrerseits eigneten sich die Skilifte und Pisten kaum für die neuen Wintersportgeräte und Fahrtechniken. Aus beiden Gründen mussten die Snowboarder oft die Skihänge zu Fuß hinaufsteigen, und manche fuhren erst nachts auf den präparierten Pisten. So kam es, dass die Snurfer – deren Sportgeräte heute einen guten Teil der Skiindustrie ausmachen – beispielsweise 1985 in den USA erst in 7 % aller Skigebiete gern gesehene Gäste waren.